# John Edensor Littlewood
John Edensor Littlewood, angleški matematik, * 9. junij 1885, † 6. september 1977.
Littlewood je najbolj znan po svojem delu v sodelovanju s Hardyjem.